# Гожковічкі
Гожковічкі (пол. Gorzkowiczki) — село в Польщі, у гміні Гожковіце Пйотрковського повіту Лодзинського воєводства.
Населення — 530 осіб (2011).
У 1975-1998 роках село належало до Пйотрковського воєводства.

## Демографія
Демографічна структура станом на 31 березня 2011 року:
|          | Загалом | Допрацездатний вік | Працездатний вік | Постпрацездатний вік |
| -------- | ------- | ------------------ | ---------------- | -------------------- |
| Чоловіки | 276     | 73                 | 168              | 35                   |
| Жінки    | 254     | 58                 | 130              | 66                   |
| Разом    | 530     | 131                | 298              | 101                  |